# Mendesia
Mendesia es un género de foraminífero bentónico considerado homónimo posterior de Mendesia Petri, 1962, y sinónimo posterior de Vialovia de la subfamilia Vialoviinae, de la familia Trochamminidae, de la superfamilia Trochamminoidea, del suborden Trochamminina, y del orden Trochamminida. Su especie tipo era Mendesia minuta. Su rango cronoestratigráfico abarcaba el Cretácico.

## Discusión
Clasificaciones previas incluían Mendesia en el suborden Textulariina del orden Textulariida. Otras clasificaciones lo han incluido en el orden Lituolida.

## Clasificación
Mendesia incluía a la siguiente especie:
- Mendesia minuta